# Ama körzet
Ama (海部郡; -gun) az Aicsi prefektúra egyik körzete Japánban.
2003-ban, a körzet népessége 262 688 fő, népsűrűsége 1 434,04 fő per km². Teljes területe 183,18 km².

## Városok és falvak

### Napjainkban
- Jimokuji
- Kanie
- Oharu
- Shippo
- Tatsuta
- Tobishima

### Korábbi települések
- 2005. április 1-jén a következő települések olvadtak egybe Aisai várossá:
  - Hachikai
  - Miwa
  - Saori
  - Saya
- 2005. április 1-jén a következő települések olvadtak egybe Yatomi várossá:
  - Yatomi
  - Jushiyama